# Елецкая провинция
Елецкая провинция — одна из провинций Российской империи. Центр — город Елец.
Елецкая провинция была образована в составе Азовской губернии по указу Петра I «Об устройстве губерний и об определении в оныя правителей» в 1719 году. В состав провинции были включены города Елец, Талецкой, Чернавской, Ливны, Ефремов, Данков, Лебедянь и Скопин.
В 1725 году Азовская губерния, куда входила Елецкая провинция, стала именоваться Воронежской.
В ноябре 1775 года деление губерний на провинции было отменено.